# Lozère
Lozère är ett franskt departement – landets minst folkrika - och ligger i regionen Occitanien. I den tidigare regionindelningen som gällde fram till 2015 tillhörde Lozère regionen Languedoc-Roussillon. Huvudort är Mende. Departementet har fått sitt namn efter berget Mont Lozère.  